# Polyommatus centrirufa
Polyommatus centrirufa är en fjärilsart som beskrevs av Silbernagel 1946. Polyommatus centrirufa ingår i släktet Polyommatus och familjen juvelvingar. Inga underarter finns listade i Catalogue of Life.